# Subspecies (film)
Subspecies, o Vampiri, è un film del 1991 diretto da Ted Nicolaou.
Si tratta del primo capitolo della saga di film horror Subspecies.

## Trama
Tre studenti universitari, Mara, Michelle, e Lillian, incominciano uno studio sulla cultura e sulla superstizione di una piccola cittadina rumena chiamata Prejnar. Scoprono che nel vicino Castello Vladislas sono stati catturati in una lotta tra vampiri i fratelli Stefan e Radu. La loro curiosità farà sì che si inoltrino nel mondo dei vampiri.

## La saga
La saga Subspecies ha avuto altri tre episodi (sequel), diretti da vari registi: 
- Bloodstone: Subspecies II (1993)
- Bloodlust: Subspecies III (1994)
- Subspecies 4: Bloodstorm (1998)